# Pomniki i rzeźby na Cytadeli w Poznaniu

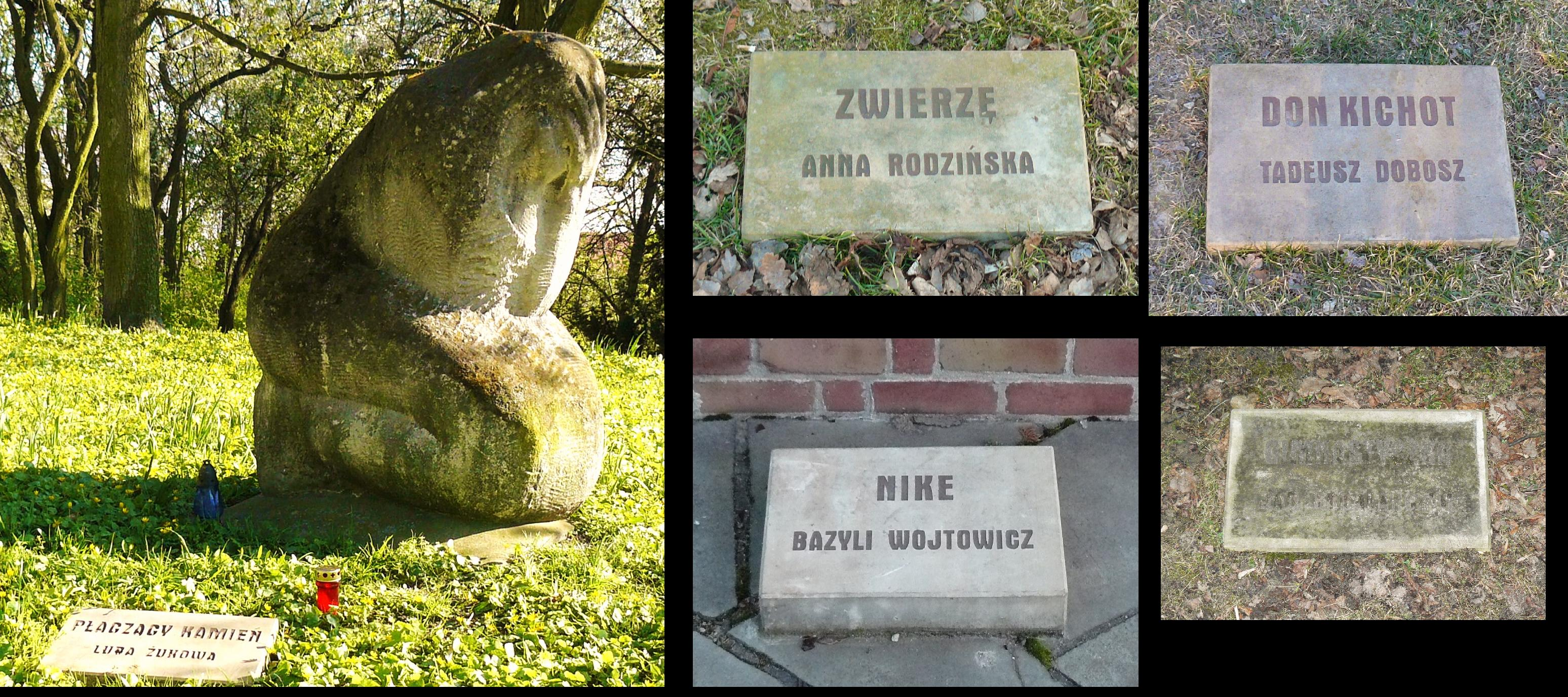
Przykłady tabliczek betonowych, lokalizowanych przy rzeźbach (w różnym stopniu erozji) oraz sposób ich umieszczenia (na przykładzie Płaczącego kamienia)

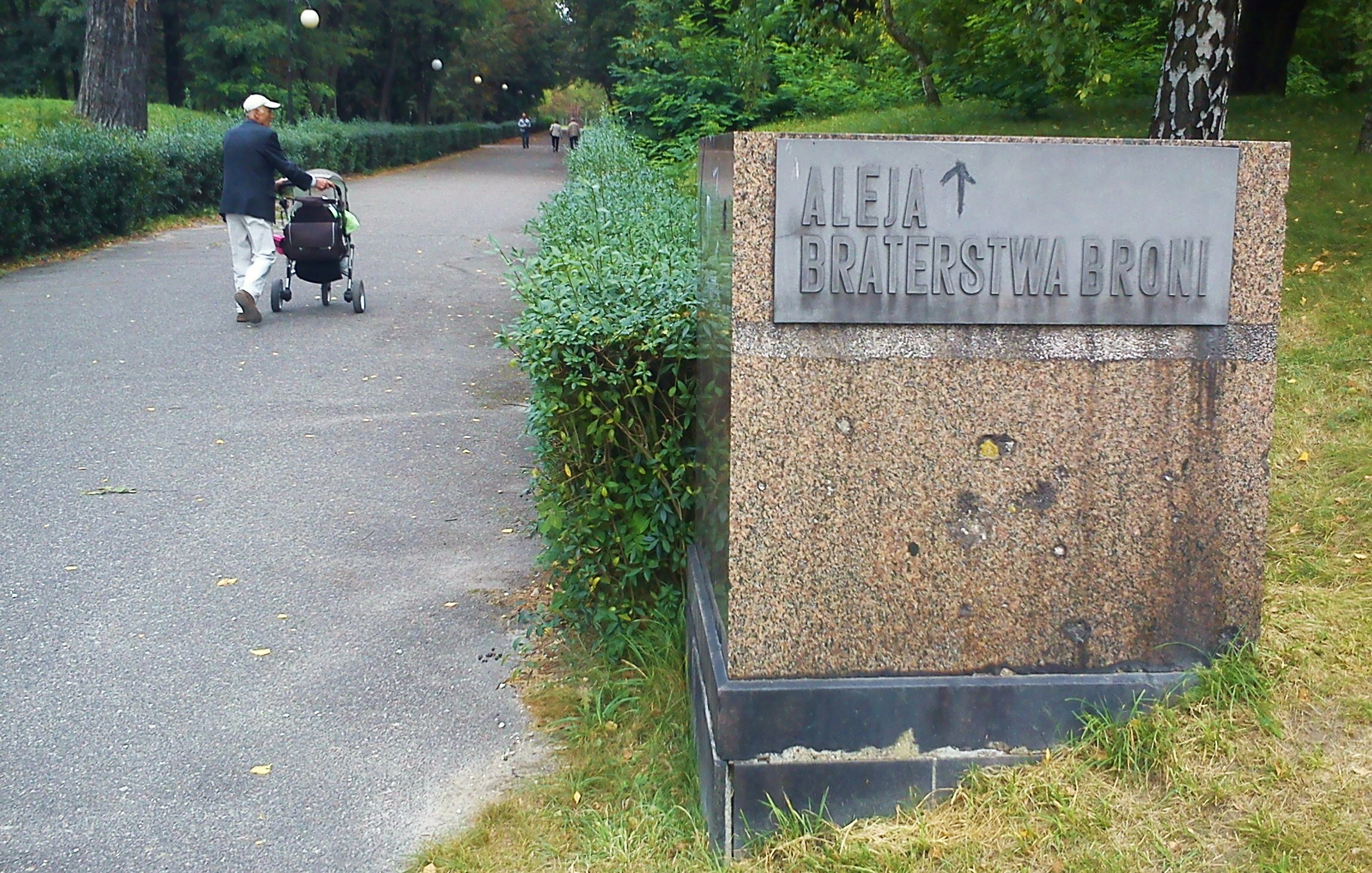
Monumentalne formy z nazwami poszczególnych alei

Pomniki i rzeźby na Cytadeli – zespół pomników i rzeźb plenerowych, zlokalizowanych w Poznaniu, na obszarze Parku Cytadela (dawnego Fortu Winiary).

## Geneza założenia
Poznańska Cytadela, a właściwie Fort Winiary, po ciężkich walkach w 1945 roku została najpierw poważnie zniszczona, a następnie (w większości) planowo rozebrana. Pozyskane cegły zostały użyte podczas powojennej odbudowy Poznania i Warszawy. Od roku 1962 rozpoczęła się przebudowa terenów pofortecznych na Park – Pomnik Braterstwa Broni i Przyjaźni Polsko-Radzieckiej. W ramach urządzania Parku, w różnych jego częściach stawiano pomniki i rzeźby plenerowe, o różnym wydźwięku: od zaangażowanych politycznie i reprezentujących tendencje socrealistyczne, do całkowicie abstrakcyjnych, głęboko modernistycznych. Część pomników związanych z żołnierzami radzieckimi powstała wcześniej, przed 1962 rokiem. Po upadku komunizmu w Polsce, trend wzbogacania Parku Cytadela rzeźbami plenerowymi i pomnikami utrzymał się. Obecnie jest to kompleks prezentujący przekrój polskiej (oraz częściowo radzieckiej) powojennej rzeźby parkowej w wielkiej skali i we wszystkich trendach z postmodernizmem włącznie.
Większość rzeźb powstałych w epoce socjalizmu posiada czytelne, betonowe tabliczki z tytułem i nazwiskiem autora, sporządzane według jednolitego wzoru. W niektórych przypadkach tabliczki zaginęły, co nastręcza pewnych problemów z nazwaniem konkretnego dzieła. Są to jednak przypadki nieliczne. Pierwszą rzeźbę postawiono w 1968 roku. Była to praca Jerzego Sobocińskiego pt. „Mewy”.
Poniżej przedstawiono zestawienie wszystkich pomników i rzeźb na Cytadeli, które nie są nagrobkami.

## Pomniki
| Nr  | Tytuł lub nazwa                               | Autor                                | Data powstania                   | Zdjęcie | Lokalizacja i uwagi |
| 1.  | Pomnik 3 Poznańskiego Pułku Lotniczego        | nieznany                             | 1989                             |         | Stoi w pobliżu skrzyżowania ul. Armii Poznań z ul. Za Cytadelą, na terenie Cmentarza parafii św. Wojciecha. Został ufundowany przez społeczeństwo m. Poznania w 50. rocznicę wybuchu II wojny. Składa się z dwóch części: pionowej rzeźby w kształcie płomienia, obok której spoczywa kamienny blok z napisem POLEGŁYM LOTNIKOM oraz poziomej płyty, na której wymieniono wszystkich poległych we wrześniu 1939 lotników 3 Poznańskiego Pułku Lotniczego. |
| 2.  | Pomnik 57 Pułku Piechoty Wielkopolskiej       | nieznany                             | 1 IX 1974                        |         | Stoi od strony ul. Armii Poznań, na Cmentarzu Garnizonowym. Złożony z betonowych sześcianów różnej wielkości, stojących jeden na drugim. Uzupełniony krzyżem żołnierskim i tablicą pamiątkową. Upamiętnia żołnierzy służących w 57 Pułku Piechoty Wielkopolskiej, który wykazywał się bohaterstwem m.in. w czasie Bitwy nad Bzurą w ramach Armii Poznań. Na tablicy wymieniono wszystkie miejscowości, w których walczył Pułk. Została ona ufundowana przez towarzyszy broni. |
| 3.  | Pomnik 7 Pułku Strzelców Konnych              | Jan Jakób                            | 1961                             |         | Stoi od strony ul. Armii Poznań, na Cmentarzu Garnizonowym. Ma formę ściany z wtopionym negatywem mastaby. Napis na monumencie głosi: Żołnierzom 7 Pułku Strzelców Konnych Wlkp. poległym w walce z najeźdźcą hitlerowskim w latach 1939-1945. Obiekt wyremontowano w 1983, umieszczając nowe tablice z nazwiskami poległych. |
| 4.  | Pomnik Bohaterów                              | Stanisław Pogórski, Tadeusz Płończak | 1945                             |         | Stoi od strony ul. Armii Poznań. Jest zwornikiem części cmentarnej założenia parkowego. Do 1989 na szczycie obelisku znajdowała się czerwona gwiazda. |
| 5.  | Pomnik Georgija Gierasimowicza Bondara        | nieznany                             | nieznana                         |         | Stoi bezpośrednio przy Muzeum Uzbrojenia. Według tabliczki na cokole Gieorgij Bondar był bohaterem Związku Radzieckiego, który zginął nad Odrą 3 kwietnia 1945. Wcześniejsza (większa) tablica emaliowana została zdjęta i w 2003 była już w depozycie Muzeum. |
| 6.  | Pomnik Cytadelowców                           | nieznany                             | 1965                             |         | Stoi w części południowej, przy Cmentarzu Cytadelowców. Ma formę steli z tablicą pamiątkową. Całość ustawiona skośnie w stosunku do alejki. |
| 7.  | Pomnik Wasilija Czujkowa                      | nieznany                             | 1982                             |         | Stoi w bliskości Pomnika Bohaterów i Muzeum Uzbrojenia (pomiędzy nimi). Upamiętnia honorowego obywatela Poznania, marszałka Związku Radzieckiego – Wasilija Czujkowa (1900–1982). Dowodził on 8 Gwardyjską Armią, która wyparła nazistów m.in. z Poznania, Lublina i Łodzi. Postawiony z inicjatywy TPPR 7 listopada 1982, w roku śmierci Czujkowa. |
| 8.  | Pomnik Harcerski                              | nieznany                             | nieznany                         |         | Obiekt w formie obelisku. Stoi w części północnej, przy ul. Za Cytadelą róg Żniwnej. Poświęcony harcerzom poległym w latach 1918–1919 i 1939–1945. Tablica głosi, że fundatorem byli Harcerze hufca Piast. |
| 9.  | Głaz Jarosława Maszewskiego                   | nieznany                             | 2003                             |         | Głaz narzutowy z poziomą tablicą. Leży w pobliżu wiaduktu przy rozarium, w bliskim sąsiedztwie rzeźby Ziarno – Epitafium Życia. Upamiętnia prof. Jarosława Maszewskiego – absolwenta i wykładowcę poznańskiej ASP, laureata Nagrody Artystycznej Miasta Poznania, architekta wnętrz i reżysera, autora m.in. filmu Magdalena Abakanowicz o tej rzeźbiarce (jej zespół figur Nierozpoznani znajduje się w niewielkiej odległości i powstał z inspiracji Maszewskiego). |
| 10. | Pomnik Poległych podczas bombardowania Ławicy | Ryszard Skupin                       | 1963                             |         | Pomnik wznosi się nad Cmentarzem Bohaterów Polskich od strony ul. Armii Poznań, w pobliżu pomnika PPR-owców, ZWM-owców i Cytadelowców. Upamiętnia 39 polskich żołnierzy, poległych podczas bombardowania lotniska Ławica w dniu 1 września 1939. Na płycie (w formie polskiej szachownicy lotniczej) wyryto nazwiska wszystkich poległych. |
| 11. | Pomnik Poległych w latach 1918-1920           | nieznany                             | 2008                             |         | Pomnik wznosi się nad Cmentarzem Garnizonowym od strony ul. Armii Poznań. Upamiętnia poległych w latach 1918–1920, czyli od powstania wielkopolskiego do wojny polsko-bolszewickiej. Postawiony w 90. rocznicę powstania wielkopolskiego. |
| 12. | Pomnik PPR-owców                              | Ryszard Skupin                       | 1967 (odsłonięcie 08.09.1967 r.) |         | Pomnik wznosi się nad Cmentarzem Bohaterów Polskich od strony ul. Armii Poznań. Upamiętniał pierwotnie działaczy PPR, którzy zginęli z rąk nazistów w czasie II wojny. Obecnie, po zmianie treści południowej strony steli, upamiętnia ofiary wojenne oraz osoby, które zginęły w czasie Powstania Poznańskiego w 1956. Na północnej stronie umieszczona jest tablica upamiętniająca tych, którzy zginęli za sprawę ludowej ojczyzny, m.in. wyryto 11 nazwisk działaczy rozstrzelanych 13 sierpnia 1944 w obozie żabikowskim. Poniżej znajdują się groby działaczy robotniczych i osób, które zginęły w czerwcu 1956. |
| 13. | Bohaterom ZWM                                 | nieznany                             | 1975                             |         | Stoi u stóp Pomnika PPR-owców (na zdjęciu w tle), od strony ul. Armii Poznań, na Cmentarzu Bohaterów Polskich. Upamiętnia działaczy ZWM poległych na terenie Wielkopolski w latach 1945–1948 podczas utrwalania władzy ludowej. Na tablicy wymienione są nazwiska wszystkich upamiętnionych. Dominującym elementem obiektu jest metaloplastyczny znicz o ekspresyjnej sylwetce. |
| 14. | Pomnik Zygmunta Berlinga                      | Nieznany                             | Nieznana                         |         | Statua z wyrzeźbioną postacią Zygmunta Berlinga. Zlokalizowana we wschodniej części, przy bazie sprzętowej pracowników parku. |
| 15. | Mauzoleum żołnierzy rosyjskich                | W.D.Borkiewicz-Szukowski             | 1930                             |         | Mauzoleum żołnierzy rosyjskich poległych w I wojnie światowej w formie grobowca z urną na szczycie. Stoi od strony ul. Armii Poznań, na Cmentarzu Bohaterów Radzieckich. Opis obiektu na tablicy w języku rosyjskim sprzed reformy w 1918. |
| 16. | Pomnik jeńców francuskich                     | Nieznany                             | 1934                             |         | Obelisk upamiętniający zmarłych jeńców francuskich z Poznania i okolic (wojny 1870-1871 i 1914-1918), żołnierzy napoleońskich i ściętych w latach 1940–1943 Francuzów. |
| 17. | Pomnik Żołnierzy 2 Armii Wojska Polskiego     | Marcin Urbanek                       | 2015                             |         | Monument upamiętniający żołnierzy 2. Armii Wojska Polskiego. Stoi w pobliżu alei 15 Pułku Ułanów Poznańskich w północno-zachodniej części parku. |

## Rzeźby plenerowe
| Nr  | Tytuł lub nazwa                          | Autor                             | Data powstania            | Zdjęcie | Lokalizacja i uwagi |
| 1.  | Braterstwo broni                         | Dymitr Sowa Luba Żukowa           | odsłonięcie 21.07.1970 r. |         | Grupa figuralna z cementu w centralnej części parku. Polski i radziecki żołnierz w braterskim geście wspólnie dźwigają sztandar. Obiekt (otoczony lekkimi pionowymi akcentami z betonu) stanowi lewą flankę dla kompozycji Dzwonu Pokoju (prawą stanowi Nike – patrz niżej). |
| 2.  | Don Kichot                               | Tadeusz Dobosz                    | 1970                      |         | Stoi blisko Muzeum Uzbrojenia (nieco na północ), tworząc optyczny zwornik rozległej polany. Modernistyczna, uproszczona kompozycja z piaskowca i cementu przedstawia Don Kichota na koniu, bez kopii i bez towarzysza – Sancho Pansy. Rycerz spogląda w kierunku północnym. |
| 3.  | Dzwon Pokoju i Przyjaźni Między Narodami | Saturnin Skubiszyński (ludwisarz) | 1986                      |         | Na wschód od Muzeum Uzbrojenia, oflankowany Braterstwem broni (lewa strona) i Nike (prawa strona). Stanowi zwornik optyczny rozległej polany, pozostałości dawnych koszar. |
| 4.  | Gimnastyczka                             | Jan Bakalarczyk                   | 1970                      |         | Rzeźba z białego cementu zlokalizowana wśród drzew w centralnej części Cytadeli. Przedstawia młodą dziewczynę z obręczą gimnastyczną w dłoniach. |
| 5.  | Kompozycja                               | Andrzej Pukacki                   | 1970                      |         | Na wschód od Muzeum Uzbrojenia, na rozstaju alejek. Abstrakcyjna, modernistyczna kompozycja metaloplastyczna o dużym potencjale ekspresyjnym, złożona z teowników pomalowanych na rdzawoczerwony kolor. Z uwagi na ostre krawędzie otoczona płotkiem ochronnym. |
| 6.  | Kompozycja                               | Antoni Szulc                      | 1970                      |         | Na zachód od Muzeum Uzbrojenia, przy alejce, widoczna z restauracji w bunkrze. Przedstawia ludzkie postacie, wyrastające jakby z jednego pnia, dźwigające nad sobą płachtę materiału, być może flagę. Wykonana z białego cementu. |
| 7.  | Kosmonauta                               | Wacław Twarowski                  | 1970                      |         | Na szczycie wału, nieopodal rozarium. Modernistyczna kompozycja z metalu, przypominająca astrolabium. |
| 8.  | Macierzyństwo                            | Jan Żok                           | przed 1969                |         | Rzeźba wykonana z betonu, mocno zniszczona. Zlokalizowana we wschodniej części założenia, przy magazynach technicznych. |
| 9.  | Maszkarony                               | Józef Kopczyński                  | 1970                      |         | Grupa figuralna z piaskowca pińczowskiego bezpośrednio przy amfiteatrze. |
| 10. | Mewy                                     | Jerzy Sobociński                  | 1968                      |         | Rzeźba z żelbetu przedstawiająca dwie mewy w locie. Zlokalizowana w centrum sadzawki przy jednej ze ścieżek prowadzących do Dzwonu Pokoju. |
| 11. | Niedziela                                | Roman Tarkowski                   | 1970                      |         | Grupa figuralna z metalu i cementu kolorowego w pobliżu amfiteatru przedstawiająca dziewczynkę z sarną. Jednak tabliczka z nazwą zawiera dopisek "Niedziela z lamą" |
| 12. | Nierozpoznani                            | Magdalena Abakanowicz             | 2002                      |         | W centrum założenia, na rozległej łące. |
| 13. | Nike                                     | Bazyli Wojtowicz                  | 1970                      |         | Na prawo od Dzwonu Pokoju (z drugiej strony stoi Braterstwo Broni – patrz wyżej). Wykonana ze sztucznego kamienia rzeźba Nike z niewielkimi skrzydłami i złożonymi rękoma uniesionymi w górę w geście zwycięstwa, spoglądająca na zachód. Całość na cokole olicowanym cegłami klinkierowymi. Wokół miejsce odpoczynku w kształcie okręgu z ławkami. Bazyli Wojtowicz jest także autorem pomnika Adama Mickiewicza w Poznaniu (1960).                             |
| 14. | Płaczący kamień                          | Luba Żukowa                       | 1970                      |         | Bezpośrednio przy Pomniku PPR-owców (na północ od niego), w sąsiedztwie centralnego obelisku Pomnika Bohaterów. Dramatycznie, ale w modernistycznym uproszczeniu, przedstawiona płacząca (prawdopodobnie) kobieta. Rzeźba wykonana z piaskowca, nawiązuje do pomników nagrobnych (cmentarze znajdują się bardzo blisko – poniżej Płaczącego kamienia). |
| 15. | Piast i Rzepicha                         | Czesław Woźniak                   | 1970                      |         | We wschodniej części założenia. Siedząca cementowa kompozycja przedstawiająca Piasta (protoplastę królów polskich) i jego małżonkę Rzepichę. Ujęcie jest bardzo zgeometryzowane, spokojne. W pobliżu stoi kilka rzeźb o nieustalonych tytułach, a także Zwierzę i Gimnastyczka. |
| 16. | Rodzina                                  | Benedykt Kasznia                  | 1970                      |         | Rzeźba cementowa znajdująca się na terenie Muzeum Uzbrojenia w Poznaniu. |
| 17. | Róża                                     | Michał Gąsienica Szostak          | 1970                      |         | Rzeźba góruje nad rozarium, stojąc w jego północnej części, blisko ulicy Za Cytadelą. Przedstawia kwiat róży ciężko wyciosany w piaskowcu, o bardzo masywnych proporcjach i wręcz antropomorficznych kształtach. Nawiązuje do otaczających go poletek z nasadzonymi różami rozmaitych gatunków i odmian. |
| 18. | Saperzy                                  | Jan M. Jakób                      | 1970                      |         | Grupa rzeźbiarska na polanie, po przeciwnej stronie niż Dzwon Pokoju (przeciwwaga kompozycyjna). Przedstawia dwóch żołnierzy, prawdopodobnie poszukujących min. Całość wykonana w piaskowcu szydłowieckim czerwonym, mocno obrośniętym porostami. Podstawę stanowi podpora mostu prowadzącego do ówczesnego fortu. |
| 19. | Skrzydlaty                               | Jerzy Sobociński                  | 1970                      |         | Uskrzydlona postać z barwnego cementu, górująca nad wschodnią częścią założenia (wejście od strony Garbar). Autor jest projektantem wielu pomników, m.in. poznańskich – St.Mikołajczyka i A.Hlonda. |
| 20. | Skrzypaczka                              | Józef Murlewski                   | 1969 bądź 1970            |         | Jedna z najspokojniejszych formalnie rzeźb na terenie założenia. Stoi w sąsiedztwie Zwierzęcia, Kompozycji Andrzeja Pukackiego i Żalek. Przedstawia dziewczynkę ze skrzypcami, jakby po zakończeniu koncertu, w oczekiwaniu na ocenę. Publicznością zdają się być okoliczne drzewa oraz w ich koronach śpiewające ptaki – znakomici "znawcy muzyki". Wykonana z cementu kolorowego. Autor był także rekonstruktorem pomnika 15. Pułku Ułanów Poznańskich (1982). |
| 21. | Wyścig                                   | Metody Sowa                       | 1970                      |         | Mocno abstrakcyjna, wykonana z piaskowca szydłowieckiego kompozycja dwóch postaci pływaków – jedna nad drugą. Osadzona na wysokim cokole, z dala od ścieżek spacerowych, na wzniesieniu. Zlokalizowana w pobliżu Płaczącego kamienia, nieco na północny wschód od Pomnika Bohaterów. |
| 22. | Zakochani                                | Irena Woch                        | 1970                      |         | Wykonana ze sztucznego kamienia kompozycja dwóch postaci, zespolonych głowami i dolnymi częściami ciał, tworząca w całości symbol waginalny. Umieszczona w lewej części podłużnego cokołu, obłożonego płytkami granitowymi. W 2011 (kwiecień) była to jedna z najbardziej zaniedbanych rzeźb na Cytadeli. Zlokalizowana w trudno dostrzegalnym miejscu, nieopodal Nike, we wschodniej części założenia.                                                          |
| 23. | Ziarno – Epitafium Życia                 | Andrzej Banachowicz               | maj 2009                  |         | W centrum założenia, niedaleko rozarium, Nierozpoznanych i Kosmonauty oraz Głazu Jarosława Maszewskiego. |
| 24. | Zryw                                     | Józef Kaliszan                    | 1970                      |         | Przy południowej stronie rozarium – jest kontrapunktem dla Róży, ponieważ obie te rzeźby stanowią formy obelisków, jednak Zryw stoi niżej, przy schodach na nasyp i wiadukt, jest akcentem o mniejszej mocy. Rzeźba wykonana z trawertynu. Autor jest projektantem podobnego w formie pomnika pomordowanych na Stadionie Miejskim Żydów (1983) oraz steli, która upamiętniała pierwszą socjalistyczną organizację związkową w Poznaniu (1982).                   |
| 25. | Zwierzę                                  | Anna Rodzińska                    | 1970                      |         | W pobliżu Kompozycji Andrzeja Pukackiego i Żalków. Mocno zgeometryzowana rzeźba rogatego zwierzęcia, najprawdopodobniej byka, wykonana z cementu kolorowego. Zwierzę stoi na skraju lasku, być może pasąc się lub przygotowując do ataku. Autorka była współprojektantką, monumentalnego, stojącego nieopodal Cytadeli, na Wzgórzu Św. Wojciecha, Pomnika Armii Poznań.                                                                                          |
| 26. | Zwycięstwo                               | Julian Boss-Gosławski             | 1970                      |         | Metaloplastyczna, abstrakcyjna kompozycja w duchu Op-artu. Pionowe elementy w kolorze czerwonym. Stoi na nasypie kurtynowym Rawelinu III. Tabliczka z nazwiskiem autora niezachowana. Pierwotnie rzeźba znajdowała się na Bastionie I. |
| 27. | Żalki                                    | Krzysztof Sołowiej                | styczeń 2007              |         | W pobliżu Zwierzęcia i Kompozycji Andrzeja Pukackiego, ukryta w lasku, trudna do odnalezienia. Nawiązuje do prasłowiańskich mitów i świata duchów. |

## Inne, o nieznanych tytułach lub zniszczone
| Nr | Tytuł lub nazwa                | Autor                              | Data powstania | Zdjęcie | Lokalizacja i uwagi |
| 1. | Drzewa Przyjaźni               | Radzieccy agronomowie (nasadzenie) | Nieznana       |         | Drzewa Przyjaźni. Tabliczka pamiątkowa w języku rosyjskim głosi: Drzewa Przyjaźni z miasta-bohatera Wołgogradu. Wszechzwiązkowy Naukowo-Badawczy Instytut Hodowli Lasu i Melioracji Wszechzwiązkowej Akademii Nauk Rolniczych im. W.I.Lenina.                         |
| 2. | nieoznaczony kamień pamiątkowy | Nieznany                           | Nieznana       |         | Kamień pamiątkowy w postaci nieobrobionego ciosu z kamieniołomów, z widocznymi śladami po tablicy pamiątkowej (przykręcanej). Stoi na rozdrożu alejek, w sąsiedztwie Kompozycji Andrzeja Pukackiego i Zwierzęcia Anny Rodzińskiej.                                    |
| 3. | nieoznaczony kamień pamiątkowy | Nieznany                           | Nieznana       |         | Kamień pamiątkowy (głaz narzutowy), z widocznymi śladami po tablicy pamiątkowej (przymocowanej cementem). Stoi w pobliżu bazy sprzętowej pracowników parku, w towarzystwie nieoznaczonych: piety oraz pomnika Zygmunta Berlinga, a także w pobliżu Piasta i Rzepichy. |

7 listopada 1986, w Alei Republik, odsłonięto tablicę pamiątkową ku czci Wandy Wasilewskiej. W uroczystości udział wzięły dawne Platerówki oraz Gabriela Rembisz z PZPR.